# 6472 Rosema
6472 Rosema eller 1985 TL är en asteroid i huvudbältet som upptäcktes den 15 oktober 1985 av den amerikanske astronomen Edward L.G. Bowell vid Anderson Mesa Station. Den är uppkallad efter Keith D. Rosema.
Asteroiden har en diameter på ungefär 12 kilometer.